# Cukrownik modrolicy
Cukrownik modrolicy (Dacnis venusta) – gatunek małego ptaka z rodziny tanagrowatych (Thraupidae). Występuje w północnej Ameryce Południowej i Ameryce Centralnej. W Czerwonej księdze gatunków zagrożonych IUCN klasyfikowany jest jako gatunek najmniejszej troski (LC, Least Concern).

## Systematyka
Pierwszego naukowego opisu gatunku dokonał amerykański przyrodnik George Newbold Lawrence w 1862 roku, nadając mu nazwę Dacnis venusta. Opis ukazał się na łamach czasopisma „Annals of the Lyceum of Natural History of New York”. Jako miejsce typowe wskazał okolice linii kolejowej w Panamie. Wyróżnia się dwa podgatunki:
- D. v. fuliginata Bangs, 1908
- D. v. venusta Lawrence, 1862.

### Etymologia
- Dancis: greckie δακνις daknis – rodzaj ptaka z Egiptu, dotychczas niezidentyfikowany, wymieniony przez Hezychiusza i Pompejusza Festusa[10].
- venusta: łac. venustus piękny, uroczy, łac. venus uroda[11].

## Morfologia
Mały ptak o krótkim, szpiczastym i lekko zaokrąglonym czarnym dziobie, górna szczęka nieco dłuższa. Występuje dymorfizm płciowy. Podgatunek nominatywny Dacnis venusta venusta ma ciemnoszare nogi, tęczówki od szkarłatnych poprzez jasnoczerwone do ciemnoczerwonych u samców i ciemniejsze od ciemnoczerwonych do czerwonobrązowych u samic. Samce: mają czarną twarz, czoło, okolice oczu, podgardle i gardło, reszta głowy, szyja i kark turkusowe. Grzbiet, zad, górne pokrywy ogonowe turkusowo-niebieskie. Skrzydła i ogon czarne. Na pokrywach drugiego rzędu turkusowe zakończenia piór. Dolne partie ciała, pierś, brzuch, boki są zielonkawoczarne, pióra na udach szkarłatne. Samice: wyraźnie jaśniejsze, jakby wypłowiałe. Górne części ciała zielonkawo-oliwkowe z niebieskawo-turkusowym odcieniem, najbardziej intensywnym na bokach głowy, w okolicy szyi i na zadzie. Skrzydła i ogon szaro-oliwkowe. Gardło szare, pierś matowa szarawobrązowa, brzuch i boki szarawooliwkowe, dolna część brzucha i pokrywy podogonowe żółtawopłowe, na udach pióra z czerwonawym odcieniem. Młode osobniki są podobne do dorosłych samic z bardziej matowym ubarwieniem. Długość ciała 11,2–12,2 cm, masa ciała 15–17 g, długość dzioba 12–14,4 mm, długość ogona 38,2–45 mm, długość skrzydła 62,1–70,1 mm. Podgatunek D. v. fuliginata jest podobny do podgatunku nominatywnego, ale ma ciemniejsze, intensywnie czarne części dolne ciała, jest nieco mniejszy i ma krótszy dziób.

## Zasięg występowania
Cukrownik modrolicy występuje na terenach położonych na wysokości do 1450 m n.p.m., sporadycznie do 1650 m n.p.m. Jego zasięg występowania, według szacunków organizacji BirdLife International, obejmuje około 872 tys. km².
Poszczególne podgatunki zamieszkują:
- D. v. venusta – północno-środkową i skrajnie południową Nikaraguę (Reserva de la Biosfera Bosawás i dorzecze rzeki San Juan), stoki gór w Kostaryce na południe po środkową Panamę (strefę Kanału Panamskiego,
- D. v. fuliginata – wschodnią Panamę (stoki gór w Darién od strony karaibskiej) na wschód przez wschodnie i środkowe Andy w Kolumbii po dolną część doliny rzeki Cauca i środkową część doliny rzeki Magdalena, oraz na południe do północno-zachodniego Ekwadoru[12].

## Ekologia
Jego głównym habitatem są półotwarte siedliska takie jak skraje lasów deszczowych, brzegi jezior, częściowo wycięte obszary lasów, zacienione plantacje i przerzedzone lasy. Występuje też w wilgotnych lasach górskich. Spotykany jest we wszystkich partiach lasów od podszytu do koron drzew. Jest gatunkiem osiadłym. Cukrownik modrolicy jest gatunkiem wszystkożernym, do jego diety należą owoce i owady, ale także nektar i łodygi kwiatów. Żeruje od poziomu ziemi do wierzchołków drzew. Zazwyczaj występuje w stadach mieszanych, pojedynczo, w parach lub małych grupach tego samego gatunku. Zaobserwowano wspólne żerowanie na drzewach z rodzaju fikus oraz cekropka z następującymi gatunkami: drozd brązowawy (Turdus grayi), lasówka oliwkowa (Oreothlypis peregrina), seledynek (Chlorophanes spiza), tapiranga szkarłatno-czarna (Ramphocelus passerinii), tangarka kropkowana (Ixothraupis guttata), tangarka rudogłowa (Tangara gyrola), tangarka cytrynowa (Tangara icterocephala), tangarka modrolica (Stilpnia larvata), tangarka niebieska (Thraupis episcopus), tangarka palmowa (Thraupis palmarum) i organka grubodzioba (Euphonia laniirostris).

### Rozmnażanie
Prawie brak jest informacji o rozrodzie tego gatunku. Jedno z niewielu zbadanych gniazd tego gatunku zostało znalezione w 1936 roku na wysokości około 15 m na drzewie wysokim na 18 m, wśród gęstego listowia i pnączy gatunku z rodzaju Strophanthus w dystrykcie Rivas w prowincji San José w Kostaryce. Gniazdo miało kształt płytkiej otwartej miseczki zbudowanej z wąsów czepnych, korzonków oraz kawałków paproci i trawy, która została wzmocniona i przymocowana, za pomocą pajęczej nici, do dwóch równoległych gałęzi. Wewnętrzna średnica gniazda wynosiła około 6 cm przy głębokości około 2 cm. Gniazdo było wyścielone liśćmi paproci Nephrolepis pendula.
Ptaki w stanie lęgowym obserwowano w Panamie w okresie od marca do lipca. Młode są karmione przez oboje rodziców.

## Status
W Czerwonej księdze gatunków zagrożonych IUCN cukrownik modrolicy jest klasyfikowany jako gatunek najmniejszej troski (LC, Least Concern). W 2019 roku organizacja Partners in Flight szacowała liczebność populacji na 0,5–5 mln dorosłych osobników, a jej trend oceniła jako umiarkowanie spadkowy. Ptak ten opisywany jest jako niepospolity. 